# Sandhults distrikt
Sandhults distrikt är ett distrikt i Borås kommun och Västra Götalands län. 
Distriktet ligger nordväst om Borås. 

## Tidigare administrativ tillhörighet
Distriktet inrättades 2016 och utgörs av socknen Sandhult i Borås kommun
Området motsvarar den omfattning Sandhults församling hade vid årsskiftet 1999/2000.